# Através do Espelho - Ao vivo no Rival
Através do Espelho - Ao vivo no Rival, ou simplesmente Através do Espelho, é o quarto álbum da carreira solo do cantor e compositor Paulinho Moska, sendo o primeiro ao vivo, do músico brasileiro Paulinho Moska.
O álbum foi lançado em 1997 com o selo EMI-Odeon.

## O Álbum
Segundo palavras do próprio músico, "o álbum foi gravado ao vivo durante 3 apresentações lotadas que registraram a atmosfera típica do público que frequenta esse teatro. Alegria, participação e intimidade".
Este álbum serviu para que o público tivesse acesso a algumas canções do primeiro CD (que ficou um bom tempo fora de catálogo), bem como a releituras que só podiam ouvir nos shows, tais como “Sonhos” do Peninha e “Metamorfose Ambulante” do Raul Seixas.

### Faixas
| #  | Faixa                                      | Composição                                                  | Duração |
| -- | ------------------------------------------ | ----------------------------------------------------------- | ------- |
| 1  | A Seta e o Alvo                            | Paulinho Moska / Nilo Romero                                | 3:45    |
| 2  | Virtual(mente) [versão de Road Thang]      | Slater, Cook / versão de Paulinho Moska e Nilo Romero       | 4:12    |
| 3  | Me Chama de Chão                           | Branco Mello / Paulinho Moska                               | 3:48    |
| 4  | Amém                                       | Paulinho Moska                                              | 2:56    |
| 5  | O Último Dia (Part. Especial: Lui Coimbra) | Paulinho Moska                                              | 4:53    |
| 6  | Paixão E Medo                              | Paulinho Moska / Nilo Romero                                | 3:15    |
| 7  | Blues Do Ano 2000                          | Cazuza / George Israel / Nilo Romero                        | 3:54    |
| 8  | Sonífera Ilha                              | Toni Bellotto / Marcelo Fromer / Branco Mello / Ciro Pessoa | 2:45    |
| 9  | Sonhos                                     | Peninha                                                     | 3:21    |
| 10 | Metamorfose Ambulante                      | Raul Seixas                                                 | 4:09    |
| 11 | Tudo Que a Gente Quis                      | Paulinho Moska                                              | 4:23    |
| 12 | Nada Para Colher No Jardim                 | Paulinho Moska                                              | 3:23    |
| 13 | Vontade/Será Que Sou Eu                    | Paulinho Moska                                              | 9:53    |
| 14 | Mesmice                                    | Paulinho Moska                                              | 3:51    |